# Republiek Hoetsoel
De republiek Hoetsoel was een kortstondige staat, gevormd in de nasleep van de Eerste Wereldoorlog. De republiek werd uitgeroepen op 8 januari 1919 en maakte aan aansprak op het Oekraïenstalige grondgebied van het Habsburgse koninkrijk Hongarije, toen de oorspronkelijke plannen om dit gebied te verenigen met de West-Oekraïense Volksrepubliek mislukten.
Generaal Stepan Klochurak werd verkozen tot premier van de republiek. Hij was ook actief in het organiseren van het leger van de republiek, dat bestond uit bijna 1.000 soldaten.
De staat hield op te bestaan toen het bezet werd door Roemeense troepen in juni 1919. Het grondgebied waarop deze staat aanspraak maakte, maakte deel uit van de Eerste Tsjecho-Slowaakse Republiek van juli 1919 tot maart 1939. Op een dag riep een tweede Oekraïense staat genaamd Karpato-Oekraïne hier zijn onafhankelijkheid uit, maar werd tussen maart 1938 en de herfst van 1944 voor een tweede keer bezet door Hongaarse troepen. Uiteindelijk werd het gebied de oblast Transkarpatië van de Oekraïense Socialistische Sovjetrepubliek.